# Euragallia nervata
Euragallia nervata är en insektsart som beskrevs av Paul W. Oman 1934. Euragallia nervata ingår i släktet Euragallia och familjen dvärgstritar. Inga underarter finns listade i Catalogue of Life.